# Escuela Nº 110 de Moscú
Institución educativa “Escuela Estatal Autónoma de Enseñanza Media n.º 110, «Miguel Hernández», especializada en el estudio intenso de la lengua española" - es una de las más viejas instituciones educativas de enseñanza secundaria de Moscú. La escuela lleva el nombre del poeta antifascista español Miguel Hernández.

## Historia
La escuela n.º 110 es una de las más viejas instituciones educativas de Moscú dedicadas a la enseñanza secundaria. Se formó aglutinando varias escuelas.

### Escuela n.º 100

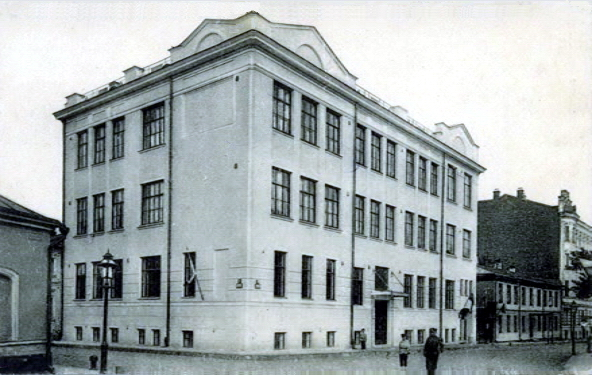
la escuela secundaria femenina, 1910.

En 1794 Gabriel Delesalle, hijo de Felipe Agosto Delesalle, y su hermano Ignacio abrieron la pensión “para hijos de nobles”, donde se enseñaban idiomas extranjeros, historia, geografía, aritmética y fortepiano. En la primera mitad del siglo XIX la escuela ocupó la mitad de la casa, según se registra en el Acuerdo alemán de Moscú. En 1880 Zinaida Perepelkina compró la escuela secundaria clásica femenina particular de Maria Delesalle. En 1906 esta escuela secundaria femenina pasa a ser dirigida por Maria Bryukhonenko. En 1910 se inaugura el edificio de la calle de Stolovy, número 10, el cual había sido construido especialmente para ser ocupado por la escuela. En 1934 se asigna a la escuela el número 100; en 1958, se anexiona a la escuela n.º 110.

### Escuela n.º 25
En el año 1937 se inauguró la escuela n.º 593 en la Avenida Novinskiy de Moscú. En 1961 esta escuela se convirtió en la escuela especializada n.º 25 con el estudio de un número de asignaturas en la lengua española. En el año 1967 fue reorganizada y unida con la escuela n.º 110.

### Escuela n.º 110

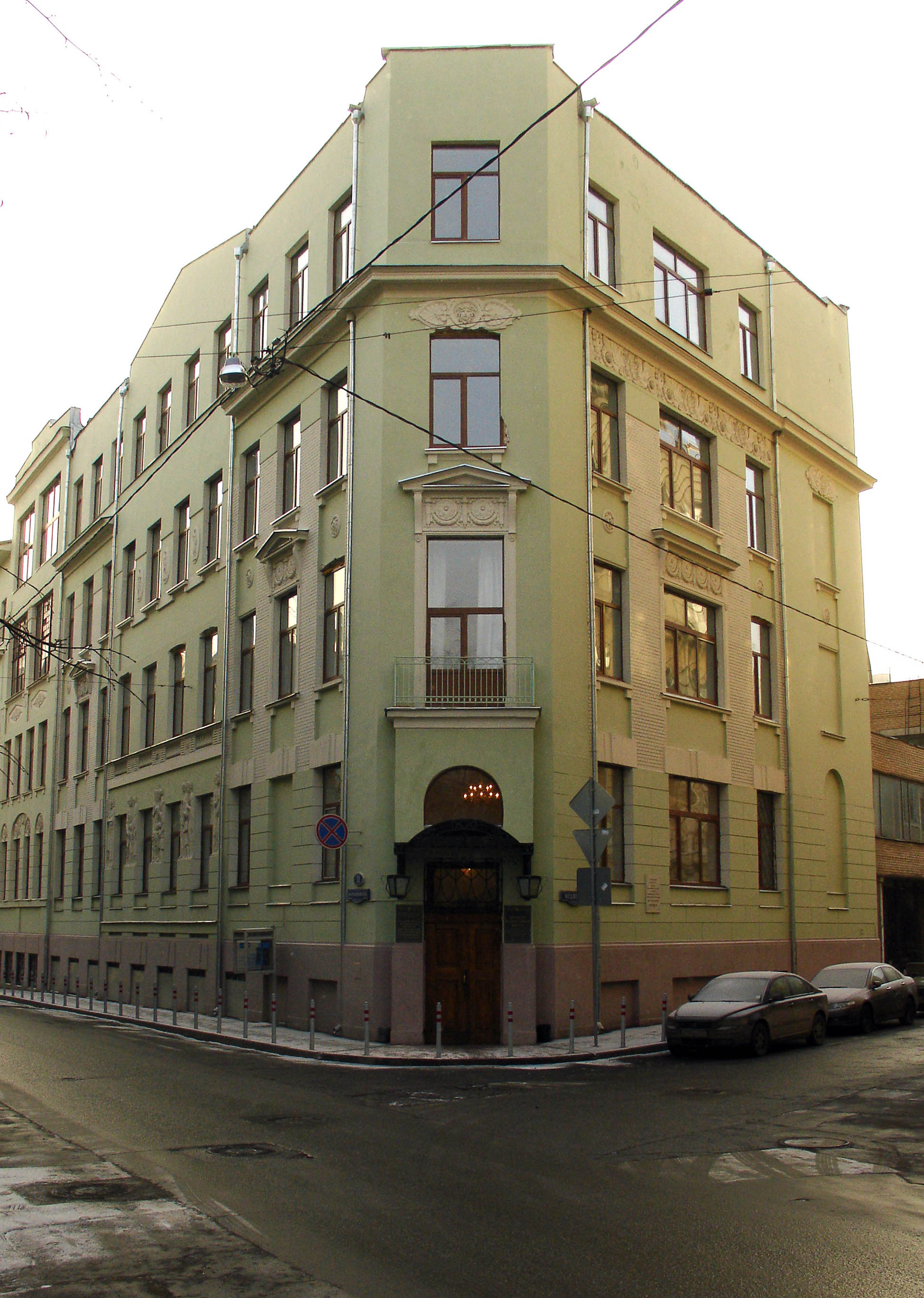
la vieja escuela n.º 110.

En 1906 se creó la escuela secundaria masculina en la calle Merzlyakovsky; en ella, se realizaban estudios de una duración de 6 años. En 1910 pasó a tener su propio edificio. El fundador de la escuela fue Alexander Flerov, que fue asimismo su primer administrador. En 1911 Alexander Barkov, posteriormente reconocido como un académico y geógrafo-científico de gran prestigio, fue designado director de la institución. En el periodo 1925-1952, la escuela tuvo un sistema pedagógico de gran eficacia bajo la gestión del director Ivan Novikov; su objetivo fue la formación de los estudiantes con un currículum homologado con el seguido en la escuela común.

## Situación moderna

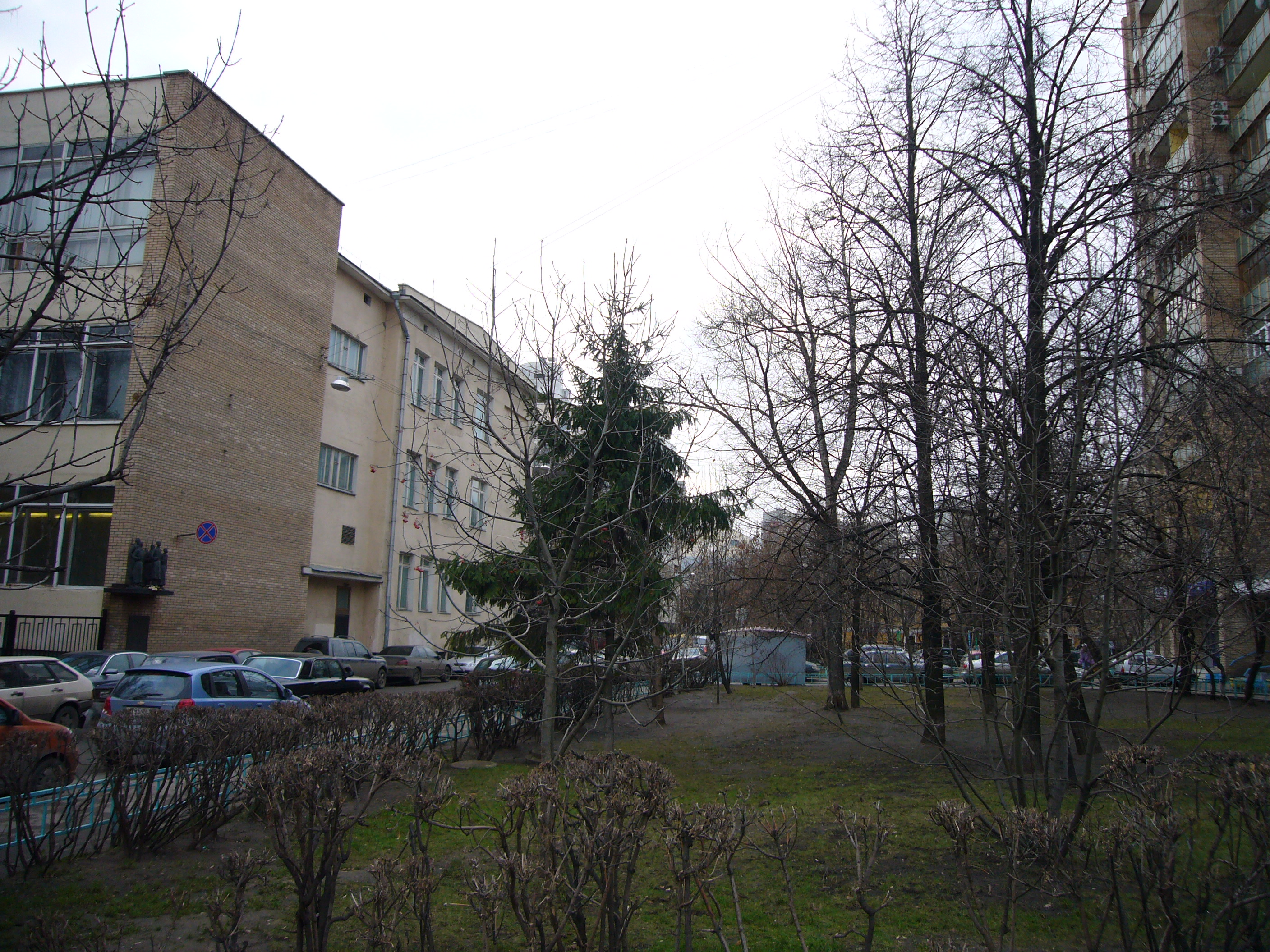
Escuela n.º 110 de Moscú.

La escuela n.º 110 es una de tres escuelas de Moscú con el estudio intensificado de la lengua española. Los mejores especialistas de la lengua española conducen la instrucción, incluyendo los portadores de la lengua. En ella estudian los niños moskovitas y de trabajadores diplomáticos. Está inscrita en la lista oficial de las escuelas bilingües del ministerio de la formación y de la ciencia de España. Esto significa la posibilidad de una instrucción de ocho años en la clase bilingüe española. En este caso los niños gratuitamente obtienen los materiales de education, publicados en España. Los estudiantes pueden entrar en las instituciones educativas más altas de España y obtener el diploma del bachillerato. Los viajes educativos de verano a España se organizan para los colegiales.
La escuela trabaja en colaboración cercana con las embajadas de España, de México, de Ecuador y de otros países de habla hispana, y también con la rama de Moscú del instituto de Cervantes. Los estudiantes participan en las medidas, organizadas por el instituto de Cervantes, asisten a exposiciones y a conciertos.